# 안토니오 구스만 누녜스
안토니오 구스만 누녜스(스페인어: Antonio Guzmán Núñez, 1953년 12월 2일, 마드리드 주 토레혼데아르도스 ~)는 스페인의 전직 축구 선수로, 현역 시절 미드필더로 활약했다.
그는 라 리가 무대에서 91번의 경기에 출전했는데, 라요 바예카노, 아틀레티코 마드리드, 그리고 알메리아에서 도합 5골을 기록했다.
구스만은 스페인 국가대표팀 일원으로 1978년 월드컵에 참가했다.

## 클럽 경력
마드리드 주 토레혼 데 아르도스 출신인 구스만은 인근 라요 바예카노와 아틀레티코 마드리드에서 현역 시절 대부분을 보냈다. 그는 전자의 구단이 1976-77 시즌에 27경기에 출전하여 1골을 기록하며 라 리가로 승격하는데 일조했고, 아틀레티코 마드리드에서는 1978-79 시즌 리그 3위에 일조했다.
몇 년 동안 활동하지 않던 33세의 구스만은 또다른 마드리드 연고 구단 세군다 디비시온의 알칼라에 입단해 현역 생활을 재개했다. 그에 앞서, 그는 1980-81 시즌에 알메리아에서 소속 구단의 2번째 1부 리그 시즌을 지냈는데, 개인 시즌 최다인 4골을 넣었으나, 소속 구단은 강등되었다.

## 국가대표팀 경력
구스만은 1978년에 스페인 국가대표팀 경기에 2번 출전했고, 그 해 월드컵 본선에 참가해 득점 없이 비긴 브라질과의 경기에 출전했다. 그의 첫 국가대표팀 경기는 대회 직전인 5월 24일에 열린 우루과이와의 친선경기로 이 경기 역시 0-0으로 끝났다.